# فريدريك سيغفريد
فريدريك سيغفريد (الألمانية السويسرية الموحدة: Friedrich Siegfried) هو سياسي سويسري، ولد في 7 أكتوبر 1809 في زوفينجن في سويسرا، وتوفي في 31 أكتوبر 1882 في بازل في سويسرا. انتخب رئيس المجلس الوطني السويسري ‏ وانتخب عضو المجلس الوطني السويسري وانتخب عضو مجلس الولايات السويسري.